# Jonathan Lourimi
Jonathan Lourimi (n. 28 iunie 2006) este un bober ce a reprezentat Tunisia. A participat la Jocurile Olimpice de Tineret de Iarnă din 2024 în care a câștigat o medalie de argint.

## Participări
Lista de mai jos prezintă principalele competiții la care a participat Jonathan Lourimi de-a lungul carierei.
- 2024 Winter Youth Olympics[*][1]